# Diocèse du Morbihan
Cet article court présente un sujet plus développé dans : Diocèse de Vannes.
Le diocèse du Morbihan est un ancien diocèse de la Métropole du Nord-Ouest de l'Église constitutionnelle en France. Créé par la constitution civile du clergé de 1790, Il couvrait le département du Morbihan. Le siège épiscopal était Vannes et son seul titulaire fut Charles Le Masle.Il est supprimé à la suite du concordat de 1801. 